# Xã Amboy, Quận Lee, Illinois
Xã Amboy (tiếng Anh: Amboy Township) là một xã thuộc quận Lee, tiểu bang Illinois, Hoa Kỳ. Năm 2010, dân số của xã này là 3.108 người.